# Campeonato Europeo de Natación de 2010

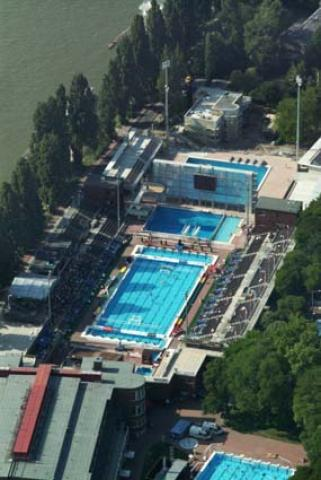
Las piscinas del Complejo Deportivo de Natación Hajós Alfréd-Tamás Széchy, en Budapest, sede del evento

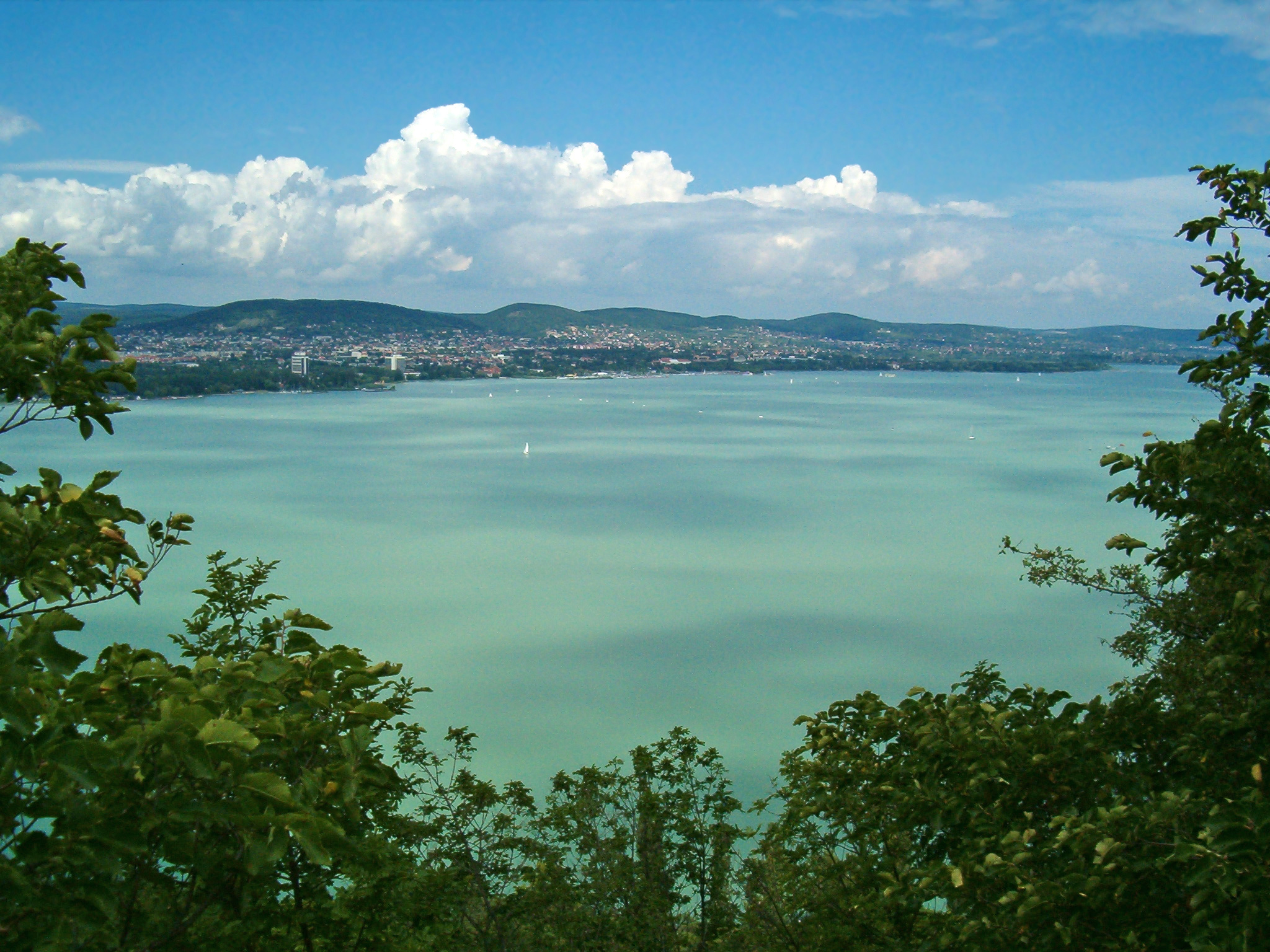
La localidad de Balatonfüred en el lago Balatón, sede de las pruebas de natación en aguas abiertas

El XXX Campeonato Europeo de Natación se celebró en Budapest (Hungría) entre el 4 y el 15 de agosto de 2010. Fue organizado por la Liga Europea de Natación (LEN) y la Federación Húngara de Natación.
Se realizaron competiciones de natación, natación sincronizada, saltos y natación en aguas abiertas. Los primeros tres deportes tuvieron como sede las piscinas del Complejo Deportivo de Natación Hajós Alfréd-Tamás Széchy, emplazado en la isla Margarita de la capital húngara; las competiciones de aguas abiertas se efectuaron en las aguas del lago Balatón, con base en la localidad de Balatonfüred.
La mascota del campeonato fue un perro de raza puli color blanco. El logotipo representó un corazón cuyos bordes llevaban los colores de la bandera húngara: rojo, blanco y verde.

## Éxitos deportivos
El equipo español mostró una buena actuación, se obtuvieron medallas en tres de los cuatro deportes incluidos en el campeonato; únicamente para la natación en aguas abiertas no hubo persea alguna. En las competiciones de natación sobresalió el oro de Rafael Muñoz Pérez en los 50 m mariposa, así como los bronces de Duane da Rocha en los 200 m espalda, Erika Villaécija García en los 1.500 m libres y Mercedes Peris Minguet en los 200 m libres. Las chicas de la natación sincronizada consiguieron, como era esperado, las cuatro medallas posibles en este deporte: solo, dueto, equipos y conjunto, tan sólo superadas por la fuerte selección rusa. Por último, en saltos, Javier Illana logró el bronce en el trampolín de 1 m, su primera medalla en una gran competición internacional.

## Resultados de natación

### Masculino
| Evento                    | Oro                                                                                       | Plata                                                                                        | Bronce |
| ------------------------- | ----------------------------------------------------------------------------------------- | -------------------------------------------------------------------------------------------- | --- |
| 50 m libre (15.08)        | Frédérick Bousquet Francia 21,49                                                          | Stefan Nystrand · Suecia · 21,69                                                             | Fabien Gilot Francia 21,76                                                                                |
| 100 m libre (13.08)       | Alain Bernard Francia 48,49                                                               | Yevgueni Lagunov · Rusia · 48,52                                                             | William Meynard Francia 48,56                                                                             |
| 200 m libre (11.08)       | Paul Biedermann · Alemania · 1:46,06                                                      | Nikita Lobintsev · Rusia · 1:46,51                                                           | Sebastiaan Verschuren · Países Bajos · 1:46,91                                                            |
| 400 m libre (09.08)       | Yannick Agnel Francia 3:46,17                                                             | Paul Biedermann · Alemania · 3:46,30                                                         | Gergő Kis · Hungría · 3:48,14                                                                             |
| 800 m libre (13.08)       | Sébastien Rouault Francia 7:48,28 (RE)                                                    | Christian Kubusch · Alemania · 1749,12                                                       | Samuel Pizzetti · Italia · 7:49,94                                                                        |
| 1500 m libre (11.08)      | Sébastien Rouault Francia 14:55,17                                                        | Pál Joensen Islas Feroe 14:56,90                                                             | Samuel Pizzetti · Italia · 14:59,76                                                                       |
| 50 m espalda (12.08)      | Camille Lacourt Francia 24,07                                                             | Liam Tancock Reino Unido 24,70                                                               | Guy Barnea Israel 25,04                                                                                   |
| 100 m espalda (10,08)     | Camille Lacourt Francia 52,11 (RE)                                                        | Jérémy Stravius Francia 53,44                                                                | Liam Tancock Reino Unido 53,86                                                                            |
| 200 m espalda (14.08)     | Stanislav Donets · Rusia · 1:57,18                                                        | Markus Rogan · Austria · 1:57,31                                                             | Benjamin Stasiulis Francia 1:57,37                                                                        |
| 50 m braza (14.08)        | Fabio Scozzoli · Italia · 27,38                                                           | Dragoș Agache · Rumania · 27,47                                                              | Lennart Stekelenburg · Países Bajos · 27,51                                                               |
| 100 m braza (10,08)       | Alexander Dale Oen · Noruega · 59,20                                                      | Hugues Duboscq Francia 1:00,15                                                               | Fabio Scozzoli · Italia · 1:00,41                                                                         |
| 200 m braza (12.08)       | Dániel Gyurta · Hungría · 2:08,95                                                         | Alexander Dale Oen · Noruega · 2:09,68                                                       | Hugues Duboscq Francia 2:11,03                                                                            |
| 50 m mariposa (10,08)     | Rafael Muñoz Pérez · España · 23,17                                                       | Frédérick Bousquet Francia 23,41                                                             | Yevgueni Korotyshkin · Rusia · 23,43                                                                      |
| 100 m mariposa (14.08)    | Yevgueni Korotyshkin · Rusia · 51,73                                                      | Joeri Verlinden · Países Bajos · 51,82                                                       | Konrad Czerniak · Polonia · 52,16                                                                         |
| 200 m mariposa (12.08)    | Paweł Korzeniowski · Polonia · 1:55,00                                                    | Nikolai Skvortsov · Rusia · 1:56,13                                                          | Ioannis Drymonakos · Grecia · 1:57,10                                                                     |
| 200 m estilos (11.08)     | László Cseh · Hungría · 1:57,73                                                           | Markus Rogan · Austria · 1:58,03                                                             | Joe Roebuck Reino Unido 1:59,46                                                                           |
| 400 m estilos (15.08)     | László Cseh · Hungría · 4:10,95                                                           | Dávid Verrasztó · Hungría · 4:12,96                                                          | Gal Nevo Israel 4:15,10                                                                                   |
| 4 × 100 m libre (09.08)   | Rusia · Yevgueni Lagunov · Andrei Grechin · Nikita Lobintsev · Danila Izotov · 3:12,46    | Francia Fabien Gilot Yannick Agnel William Meynard Alain Bernard 3:13,29                     | Suecia · Stefan Nystrand · Lars Frölander · Robin Andreasson · Jonas Persson · 3:15,07                    |
| 4 × 200 m libre (14.08)   | Rusia · Nikita Lobintsev · Danila Izotov · Serguei Perunin · Alexandr Sujorukov · 7:06,71 | Alemania · Paul Biedermann · Tim Wallburger · Robin Backhaus · Clemens Rapp · 7:08,13        | Francia Yannick Agnel Clément Lefert Antton Haramboure Jérémy Stravius 7:09,70                            |
| 4 × 100 m estilos (15.08) | Francia Camille Lacourt Hugues Duboscq Frédérick Bousquet Fabien Gilot 3:31,32            | Rusia · Stanislav Donets · Roman Sludnov · Yevgueni Korotyshkin · Yevgueni Lagunov · 3:33,29 | Países Bajos · Nick Driebergen · Lennart Stekelenburg · Joeri Verlinden · Sebastiaan Verschuren · 3:33,99 |

- RE – Récord europeo

### Femenino
| Evento                    | Oro                                                                                     | Plata                                                                                        | Bronce                                                                                        |
| ------------------------- | --------------------------------------------------------------------------------------- | -------------------------------------------------------------------------------------------- | --------------------------------------------------------------------------------------------- |
| 50 m libre (15.08)        | Therese Alshammar · Suecia · 24,45                                                      | Hinkelien Schreuder · Países Bajos · 24,66                                                   | Francesca Halsall Reino Unido 24,67                                                           |
| 100 m libre (11.08)       | Francesca Halsall Reino Unido 53,58                                                     | Aliaxandra Herasimenia · Bielorrusia · 53,82                                                 | Femke Heemskerk · Países Bajos · 54,12                                                        |
| 200 m libre (14.08)       | Federica Pellegrini · Italia · 1:55,45                                                  | Silke Lippok · Alemania · 1:56,98                                                            | Ágnes Mutina · Hungría · 1:57,12                                                              |
| 400 m libre (15.08)       | Rebecca Adlington Reino Unido 4:04,55                                                   | Ophélie-Cyrielle Étienne Francia 4:05,40                                                     | Lotte Friis Dinamarca 4:07,10                                                                 |
| 800 m libre (12.08)       | Lotte Friis Dinamarca 8:23,27                                                           | Ophélie-Cyrielle Étienne Francia 8:24,00                                                     | Federica Pellegrini · Italia · 8:24,99                                                        |
| 1500 m libre (14.08)      | Lotte Friis Dinamarca 15:59,13                                                          | Gráinne Murphy Irlanda 16:02,29                                                              | Erika Villaécija García · España · 16:05,08                                                   |
| 50 m espalda (14.08)      | Aliaxandra Herasimenia · Bielorrusia · 27,64                                            | Daniela Samulski · Alemania · 27,99                                                          | Mercedes Peris Minguet · España · 28,01                                                       |
| 100 m espalda (12.08)     | Gemma Spofforth Reino Unido 59,60                                                       | Elizabeth Simmonds Reino Unido 1:00,19                                                       | Jenny Mensing · Alemania · 1:00,72                                                            |
| 200 m espalda (10,08)     | Elizabeth Simmonds Reino Unido 2:07,04                                                  | Gemma Spofforth Reino Unido 2:08,25                                                          | Duane da Rocha · España · 2:10,46                                                             |
| 50 m braza (15.08)        | Yuliya Yefimova · Rusia · 30,29                                                         | Kate Haywood Reino Unido 31,12                                                               | Jennie Johansson · Suecia · 31,24                                                             |
| 100 m braza (11.08)       | Yuliya Yefimova · Rusia · 1:06,32                                                       | Rikke Møller Pedersen · Dinamarca · Jennie Johansson · Suecia · 1:07,36                      | —                                                                                             |
| 200 m braza (13.08)       | Anastasiya Chaun · Rusia · 2:23,50                                                      | Sara Nordenstam · Noruega · 2:24,42                                                          | Rikke Møller Pedersen Dinamarca 2:24,99                                                       |
| 50 m mariposa (10,08)     | Therese Alshammar · Suecia · 25,63                                                      | Jeanette Ottesen Dinamarca 25,69                                                             | Mélanie Henique Francia 26,09                                                                 |
| 100 m mariposa (13.08)    | Sarah Sjöström · Suecia · 57,32                                                         | Francesca Halsall Reino Unido 57,40                                                          | Therese Alshammar · Suecia · 57,80                                                            |
| 200 m mariposa (15.08)    | Katinka Hosszú · Hungría · 2:06,71                                                      | Zsuzsanna Jakabos · Hungría · 2:07,06                                                        | Ellen Gandy Reino Unido 2:07,54                                                               |
| 200 m estilos (12.08)     | Katinka Hosszú · Hungría · 2:10,09                                                      | Evelyn Verrasztó · Hungría · 2:1010                                                          | Hannah Miley Reino Unido 2:10,89                                                              |
| 400 m estilos (09.08)     | Hannah Miley Reino Unido 4:33,09                                                        | Katinka Hosszú · Hungría · 4:36,43                                                           | Zsuzsanna Jakabos · Hungría · 4:37,92                                                         |
| 4 × 100 m libre (09.08)   | Alemania · Daniela Samulski · Silke Lippok · Lisa Vitting · Daniela Schreiber · 3:37,72 | Reino Unido Amy Smith Francesca Halsall Jessica Sylvester Joanne Jackson 3:38,57             | Suecia · Josefin Lillhage · Therese Alshammar · Sarah Sjöström · Gabriella Fagundez · 3:38,81 |
| 4 × 200 m libre (12.08)   | Hungría · Ágnes Mutina · Eszter Dara · Katinka Hosszú · Evelyn Verrasztó · 7:52,49      | Francia Coralie Balmy Ophélie-Cyrielle Étienne Margaux Farrell Camille Muffat 7:52,69        | Reino Unido Rebecca Adlington Jazmin Carlin Hannah Miley Joanne Jackson 7:55,29               |
| 4 × 100 m estilos (15.08) | Reino Unido Gemma Spofforth Kate Haywood Francesca Halsall Amy Smith 3:59,72            | Suecia · Henriette Stenkvist · Joline Höstman · Therese Alshammar · Sarah Sjöström · 4:01,18 | Alemania · Jenny Mensing · Caroline Ruhnau · Daniela Samulski · Silke Lippok · 4:03,22        |

### Medallero
| Núm. | País         | Oro | Plata | Bronce | Total |
| ---- | ------------ | --- | ----- | ------ | ----- |
| 1    | Francia      | 8   | 7     | 6      | 21    |
| 2    | Rusia        | 7   | 4     | 1      | 12    |
| 3    | Reino Unido  | 6   | 6     | 6      | 18    |
| 4    | Hungría      | 6   | 4     | 3      | 13    |
| 5    | Suecia       | 3   | 3     | 4      | 10    |
| 6    | Alemania     | 2   | 5     | 2      | 9     |
| 7    | Dinamarca    | 2   | 2     | 2      | 6     |
| 8    | Italia       | 2   | 0     | 4      | 6     |
| 9    | Noruega      | 1   | 2     | 0      | 3     |
| 10   | Bielorrusia  | 1   | 1     | 0      | 2     |
| 11   | España       | 1   | 0     | 3      | 4     |
| 12   | Polonia      | 1   | 0     | 1      | 2     |
| 13   | Países Bajos | 0   | 2     | 4      | 6     |
| 14   | Austria      | 0   | 2     | 0      | 2     |
| 15   | Islas Feroe  | 0   | 1     | 0      | 1     |
| 15   | Irlanda      | 0   | 1     | 0      | 1     |
| 15   | Rumania      | 0   | 1     | 0      | 1     |
| 18   | Israel       | 0   | 0     | 2      | 2     |
| 19   | Grecia       | 0   | 0     | 1      | 1     |
|      | TOTAL        | 40  | 41    | 39     | 120   |

## Resultados de saltos

### Masculino
| Evento                          | Oro                                                 | Plata                                               | Bronce                                                       |
| ------------------------------- | --------------------------------------------------- | --------------------------------------------------- | ------------------------------------------------------------ |
| Trampolín 1 m (11.08)           | Illia Kvasha · Ucrania · 433,90 pts.                | Patrick Hausding · Alemania · 430,25 pts.           | Javier Illana · España · 414,35 pts.                         |
| Trampolín 3 m (13.08)           | Patrick Hausding · Alemania · 463,20                | Ilia Zajarov · Rusia · 458,15                       | Evgeni Kuznetsov · Rusia · 455,80                            |
| Plataforma 10 m (15.08)         | Sascha Klein · Alemania · 534,85                    | Patrick Hausding · Alemania · 516,45                | Vadzim Kaptur · Bielorrusia · 515,80                         |
| Trampolín 3 m sincro. (12.08)   | Illia Kvasha · Olexi Prygorov · Ucrania · 431,67    | Stephan Feck · Patrick Hausding · Alemania · 427,95 | Dmitri Sautin · Yuri Kunakov · Rusia · 410,43                |
| Plataforma 10 m sincro. (14.08) | Sascha Klein · Patrick Hausding · Alemania · 478,11 | Viktor Minibayev · Ilia Zajarov · Rusia · 466,95    | Tsimasfei Hardzeichyk · Vadzim Kaptur · Bielorrusia · 426,03 |

### Femenino
| Evento                          | Oro                                                    | Plata                                                 | Bronce                                                      |
| ------------------------------- | ------------------------------------------------------ | ----------------------------------------------------- | ----------------------------------------------------------- |
| Trampolín 1 m (10,08)           | Tania Cagnotto · Italia · 299,70 pts.                  | Anna Lindberg · Suecia · 293,70 pts.                  | Anastasia Pozdniakova · Rusia · 282,65 pts.                 |
| Trampolín 3 m (14.08)           | Nadezda Bazhina · Rusia · 324,10                       | Anastasia Pozdniakova · Rusia · 316,40                | Nóra Barta · Hungría · 291,75                               |
| Plataforma 10 m (12.08)         | Christin Steuer · Alemania · 354,50                    | Noemi Bátki · Italia · 343,60                         | Yulia Koltunova · Rusia · 340,45                            |
| Trampolín 3 m sincro. (15.08)   | Tania Cagnotto · Francesca Dallapè · Italia · 327,90   | Olena Fedorova · Anna Pysmenska · Ucrania · 312,00    | Anastasia Pozdniakova · Svetlana Filippova · Rusia · 307,50 |
| Plataforma 10 m sincro. (13.08) | Christin Steuer · Nora Subschinski · Alemania · 319,68 | Yulia Prokopchuk · Alina Chaplenko · Ucrania · 306,30 | Monique Gladding Megan Sylvester Reino Unido 300,66         |

### Medallero
| Núm. | País        | Oro | Plata | Bronce | Total |
| ---- | ----------- | --- | ----- | ------ | ----- |
| 1    | Alemania    | 5   | 3     | 0      | 8     |
| 2    | Ucrania     | 2   | 2     | 0      | 4     |
| 3    | Italia      | 2   | 1     | 0      | 3     |
| 4    | Rusia       | 1   | 3     | 5      | 9     |
| 5    | Suecia      | 0   | 1     | 0      | 1     |
| 6    | Bielorrusia | 0   | 0     | 2      | 2     |
| 7    | España      | 0   | 0     | 1      | 1     |
| 7    | Hungría     | 0   | 0     | 1      | 1     |
| 7    | Reino Unido | 0   | 0     | 1      | 1     |
|      | TOTAL       | 10  | 10    | 10     | 30    |

## Resultados de natación en aguas abiertas

### Masculino
| Evento        | Oro                                | Plata                              | Bronce                                                          |
| ------------- | ---------------------------------- | ---------------------------------- | --------------------------------------------------------------- |
| 5 km (05.08)  | Luca Ferretti · Italia · 58:43,4   | Simone Ercoli · Italia · 59:00,5   | Spyridon Yanniotis · Grecia · Simone Ruffini · Italia · 59:15,9 |
| 10 km (04.08) | Thomas Lurz · Alemania · 1:54:22,5 | Valerio Cleri · Italia · 1:54:24,8 | Evgeni Drattsev · Rusia · 1:54:26,6                             |
| 25 km (07.08) | Valerio Cleri · Italia · 5:16:38,3 | Bertrand Venturi Francia 5:16:54,7 | Joanes Hedel Francia 5:18:57,6                                  |

### Femenino
| Evento        | Oro                                        | Plata                                  | Bronce                                 |
| ------------- | ------------------------------------------ | -------------------------------------- | -------------------------------------- |
| 5 km (04.08)  | Ekaterina Seliverstova · Rusia · 1:02,34,7 | Kalliopi Arauzu · Grecia · 1:02,37,3   | Marianna Lymperta · Grecia · 1:02,41,3 |
| 10 km (05.08) | Linsy Heister · Países Bajos · 2:01,06,7   | Giorgia Consiglio · Italia · 2:01,07,6 | Angela Maurer · Alemania · 2:01,08,2   |
| 25 km (08.08) | Olga Beresnieva · Ucrania · 5:48:10,2      | Angela Maurer · Alemania · 5:48:10,3   | Martina Grimaldi · Italia · 5:48:30,8  |

### Equipos
| Evento       | Oro                                                                         | Plata                                                             | Bronce                                                                  |
| ------------ | --------------------------------------------------------------------------- | ----------------------------------------------------------------- | ----------------------------------------------------------------------- |
| 5 km (06.08) | Spyridon Yanniotis · Antonios Fokaidis · Kalliopi Arauzu · Grecia · 59:03,0 | Simone Ercoli · Simone Ruffini · Rachele Bruni · Italia · 59:55,6 | Sergéi Bolshakov · Daniil Serebrennikov · Anna Guseva · Rusia · 59:59,5 |

### Medallero
| Núm. | País         | Oro | Plata | Bronce | Total |
| ---- | ------------ | --- | ----- | ------ | ----- |
| 1    | Italia       | 2   | 4     | 2      | 8     |
| 2    | Grecia       | 1   | 1     | 2      | 4     |
| 3    | Alemania     | 1   | 1     | 1      | 3     |
| 4    | Rusia        | 1   | 0     | 2      | 3     |
| 5    | Países Bajos | 1   | 0     | 0      | 1     |
| 6    | Ucrania      | 1   | 0     | 0      | 1     |
| 7    | Francia      | 0   | 1     | 1      | 2     |
|      | TOTAL        | 7   | 7     | 8      | 22    |

## Resultados de natación sincronizada
| Evento                    | Oro | Plata | Bronce |
| ------------------------- | --- | --- | --- |
| Solo (07.08)              | Natalia Ishchenko · Rusia · 98,900 pts. | Andrea Fuentes · España · 96,600 pts. | Lolita Ananasova · Ucrania · 93,000 pts. |
| Dúo (08.08)               | Natalia Ishchenko · Svetlana Romashina · Rusia · 98,700 | Andrea Fuentes · Ona Carbonell · España · 96,700 | Daria Yushko · Xeniya Sydorenko · Ucrania · 93,400 |
| Equipo (07.08)            | Rusia · Natalia Ishchenko · Elvira Jasianova · Daria Korobova · Alexandra Patskevich · Svetlana Romashina · Alla Shishkina · Anzhelika Timanina · Alexandra Zueva · 99,000                                     | España · Clara Basiana · Alba Cabello · Ona Carbonell · Margalida Crespí · Andrea Fuentes · Thais Henríquez · Paula Klamburg · Cristina Salvador · 96,900                                       | Ucrania · Lolita Ananasova · Inga Giller · Olena Grechyjina · Yuliya Maryanko · Olexandra Sabada · Kateryna Sadurska · Xeniya Sydorenko · Anna Voloshyna · 92,800                                   |
| Combinación libre (08.08) | Rusia · Anastasia Ermakova · Natalia Ishchenko · Elvira Jasianova · Daria Korobova · Olga Kuzhela · Alexandra Patskevich · Svetlana Romashina · Alla Shishkina · Anzhelika Timanina · Alexandra Zueva · 98,300 | España · Clara Basiana · Alba Cabello · Ona Carbonell · Margalida Crespí · Andrea Fuentes · Thais Henríquez · Paula Klamburg · Irene Montrucchio · Irina Rodríguez · Cristina Salvador · 97,000 | Ucrania · Lolita Ananasova · Inga Giller · Olena Grechyjina · Olha Kondrashova · Yuliya Maryanko · Olexandra Sabada · Kateryna Sadurska · Xeniya Sydorenko · Anna Voloshyna · Daria Yushko · 94,100 |

### Medallero
| Núm. | País    | Oro | Plata | Bronce | Total |
| ---- | ------- | --- | ----- | ------ | ----- |
| 1    | Rusia   | 4   | 0     | 0      | 4     |
| 2    | España  | 0   | 4     | 0      | 4     |
| 3    | Ucrania | 0   | 0     | 4      | 4     |
|      | TOTAL   | 4   | 4     | 4      | 12    |

## Medallero total
| Núm. | País         | Oro | Plata | Bronce | Total |
| ---- | ------------ | --- | ----- | ------ | ----- |
| 1    | Rusia        | 13  | 7     | 8      | 28    |
| 2    | Alemania     | 8   | 9     | 3      | 20    |
| 3    | Francia      | 8   | 8     | 7      | 23    |
| 4    | Reino Unido  | 6   | 6     | 7      | 19    |
| 5    | Italia       | 6   | 5     | 6      | 17    |
| 6    | Hungría      | 6   | 4     | 4      | 14    |
| 7    | Suecia       | 3   | 4     | 4      | 11    |
| 8    | Ucrania      | 3   | 2     | 4      | 9     |
| 9    | Dinamarca    | 2   | 2     | 2      | 6     |
| 10   | España       | 1   | 4     | 4      | 9     |
| 11   | Países Bajos | 1   | 2     | 4      | 7     |
| 12   | Noruega      | 1   | 2     | 0      | 3     |
| 13   | Grecia       | 1   | 1     | 3      | 5     |
| 14   | Bielorrusia  | 1   | 1     | 2      | 4     |
| 15   | Polonia      | 1   | 0     | 1      | 2     |
| 16   | Austria      | 0   | 2     | 0      | 2     |
| 17   | Irlanda      | 0   | 1     | 0      | 1     |
| 17   | Islas Feroe  | 0   | 1     | 0      | 1     |
| 17   | Rumania      | 0   | 1     | 0      | 1     |
| 20   | Israel       | 0   | 0     | 2      | 2     |
|      | TOTAL        | 61  | 62    | 61     | 184   |